# 生産集中度
生産集中度（せいさんしゅうちゅうど）とは経済学用語の一つで、ある製品に対し、それを製造している大手企業を数社挙げてみた場合に、その数社でどれだけ全体のシェアを占めているかを示す割合である。つまり生産集中度が高くなっている製品というのは、それだけ参入している企業の数が少なかったり、少数の企業で多くのシェアが占められて独占の傾向が高いということを意味する。